# Biserica de lemn „Sfântul Nicolae” din Zberoaia
Biserica de lemn „Sf. Nicolae” (fragment) este o biserică amplasată în Zberoaia, raionul Nisporeni, Republica Moldova. Este un monument arhitectural de importanță națională inclus în Registrul monumentelor Republicii Moldova ocrotite de stat cu nr. 944 (raionul Nisporeni). Datează din sec. XVIII.